# امروز و فردا (مجموعه تلویزیونی)
امروز و فردا یک مجموعهٔ تلویزیونی ایرانی به نویسندگی احمدعلی حامد و آرش برهانی و کارگردانی حسین قناعت و تهیه‌کنندگی داود قچاق و محصول سال ۱۳۸۹ است. این سریال نخستین بار در تابستان سال ۱۳۹۰ از شبکه دو تلویزیون ایران پخش شد. این مجموعهٔ تلویزیونی در فروردین سال ۱۳۹۸ از شبکه آی‌فیلم و در تیر ۱۳۹۸ از شبکه آی‌فیلم ۲ باز پخش شد.

## داستان
امروز و فردا با مضمون کودک، داستان زندگی پسر بچه‌ای را روایت می‌کند که در ارتباط با مسائل و مشکلاتی که خانواده‌اش با آن دست و پنجه نرم می‌کنند، انشایی را می‌نویسد که متن آن آغاز ماجراهایی جدید در زندگی او است.

## بازیگران
از جمله بازیگران امروز و فردا به نام‌های زیر می‌توان اشاره کرد:
- فاطمه گودرزی آذر
- رضا فیاضی فرهاد امیدوار
- محمد جواد جعفرپور وحید امیدوار
- احمد علامه‌دهر آقاجون
- پویان گنجی نیما امیدوار
- دریا مرادی دشت سارا امیدوار
- حمیدرضا نعیمی آقای سامانی
- علی مقصودی آقا رضی
- بهزاد خاکی‌نژاد منوچهر
- حمیدرضا نعیمی آقای سامانی